# ريزدنت إيفل: الآخرة
 ريزدنت إيفل: أفتر لايف (بالإنجليزية: Resident Evil: Afterlife أي:"الشر المقيم : الآخرة")
هو فيلم خيال علمي كندي-ألماني تم إنتاجه بتقنية 3D، وهو من كتابة وإخراج بول أندرسون. حيث أن هذا الجزء هو الجزء الرابع من سلسلة أفلام ريزدنت إيفل وهو أيضا أول جزء في هذه السلسلة يتم إصداره بتقنية 3D.

## القصة
تقوم أليس في هذا الفيلم بالبحث عن الناجين الباقين في لوس انجليس وإنقاذهم بعد انتشار الفيروس فيها.

## وصلات خارجية
- الموقع الرسمي
- ريزدنت إيفل: الآخرة على موقع IMDb (الإنجليزية)
- ريزدنت إيفل: الآخرة على موقع ميتاكريتيك (الإنجليزية)
- ريزدنت إيفل: الآخرة على موقع روتن توميتوز (الإنجليزية)
- ريزدنت إيفل: الآخرة على موقع نتفليكس (الإنجليزية)
- ريزدنت إيفل: الآخرة على موقع قاعدة بيانات الأفلام العربية
- ريزدنت إيفل: الآخرة على موقع ألو سيني (الفرنسية)
- ريزدنت إيفل: الآخرة على موقع Turner Classic Movies (الإنجليزية)
- ريزدنت إيفل: الآخرة على موقع أول موفي (الإنجليزية)
- ريزدنت إيفل: الآخرة على موقع بوكس أوفيس موجو (الإنجليزية)
- ريزدنت إيفل: الآخرة على موقع فيلمافينيتي (الإسبانية)